# Peziza nidulariformis
Peziza nidulariformis är en svampart som först beskrevs av Rea, och fick sitt nu gällande namn av Dennis 1972. Peziza nidulariformis ingår i släktet Peziza och familjen Pezizaceae.   Inga underarter finns listade i Catalogue of Life.